# Камэда, Дайки
Дайки Камэда (яп. 亀田 大毅, род. 6 января 1989 года, Осака, Япония) — японский боксёр-профессионал, выступавший в второй наилегчайшей весовой категории (англ. Super flyweight). Чемпион мира в наилегчайшем весе (по версии WBA, 2010—2011.) Чемпион мира в втором наилегчайшем весе (по версии IBF, 2013).

## Профессиональная карьера
В восьмом поединке на профессиональном ринге нокаутировал в третьем раунде непобеждённого индонезийца Викки Тахулама (33-0).
В 11-м бою вышел на ринг за титул чемпиона мира в весовой категории (до 50,8 кг), проиграл по очкам и потерпел первое поражение на ринге.
6 октября 2009 года проиграл по очкам близким решением чемпиону мира тайцу Денкаосану Каовичиту. В следующем поединке взял реванш и стал новым чемпионом мира по версии WBA.
В 2009 году защитил титул в бою с японцем Такэфуми Сакатой.
В 2011 году поднялся в весовую категорию до 52,2 кг, и в бою за титул чемпиона мира с тайцем Теппаритом Кокетджимом, проиграл свой третий бой на профессиональном ринге.
В сентябре 2013 года завоевал титул чемпиона мира по версии IBF, в весовой категории до 52,2 кг, победив по очкам мексиканца, Родриго Геррейро.
3 декабря 2013 года раздельным решением судей Камэда проиграл в объединительном поединке, чемпиону мира по версии WBA, Либорио Солису, но Солис провалил взвешивание и хоть и победил Камэду, мало того что не выиграл его титул, также был лишён своего титула по версии WBA. Камэда же сохранил свой чемпионский пояс.

## Интересные факты
- Вместе с родными братьями Коки и Томоки являлись действующими чемпионами мира по боксу.